# Hans-Hilmar Staudte

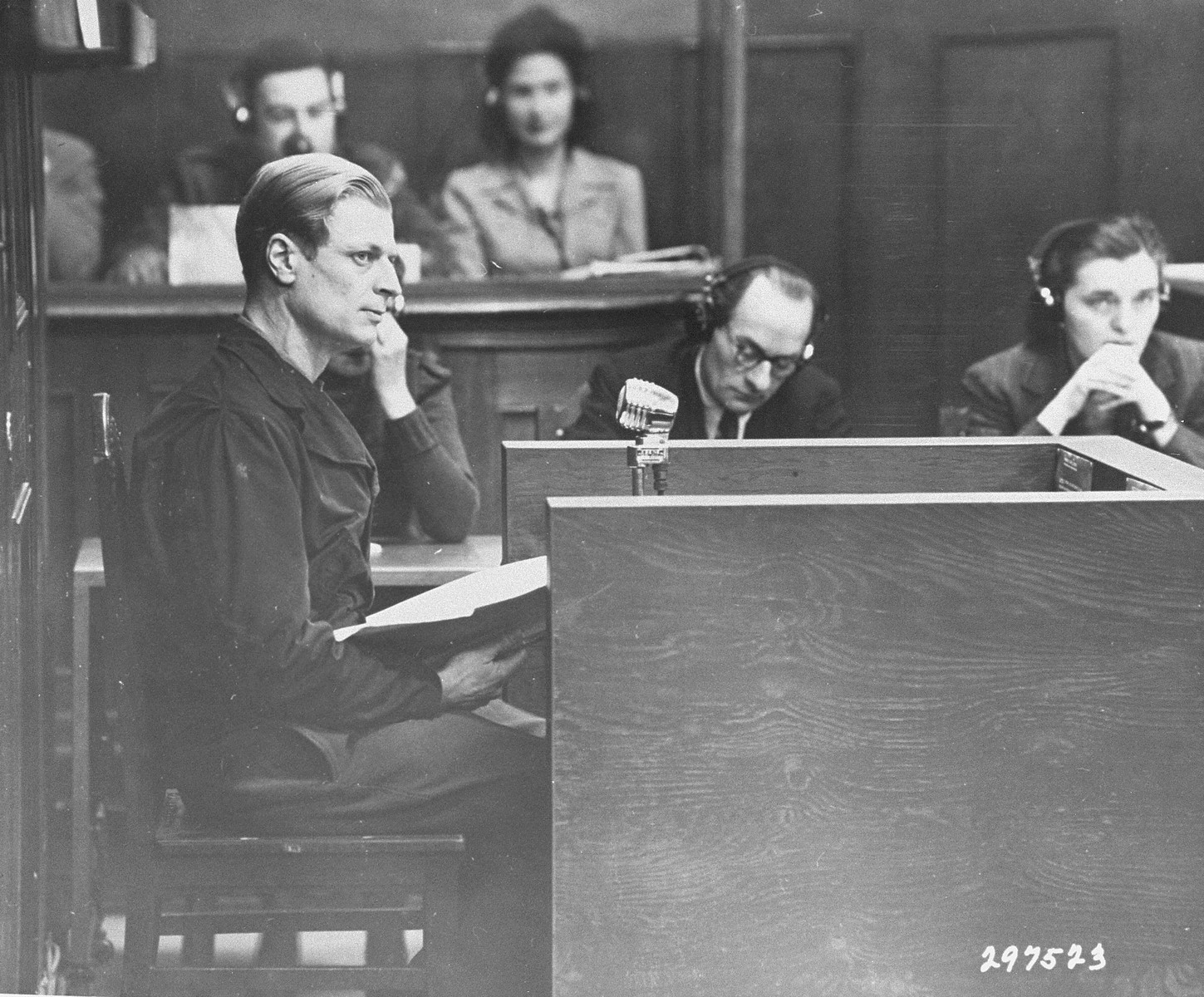
Hans Hilmar Staudte als Zeuge der Verteidigung im Prozess Rasse- und Siedlungshauptamt der SS am 29. Januar 1948.

Hans-Hilmar Staudte (* 18. Januar 1911 in Kaldenkirchen; † 21. Januar 1979 in Münster) war ein deutscher Jurist sowie Schachmeister und -komponist.

## Privates und Berufliches
Staudte studierte Jura und wurde 1940 an der Universität Hamburg mit der Dissertation „Nichtzumutbarkeit und strafrechtlicher Pflichtbegriff“ promoviert.
Während des Zweiten Weltkrieges übernahm Staudte die stellvertretende Leitung der Lebensborn-Rechtsabteilung. Zum 1. August 1943 wurde er zum SS-Untersturmführer befördert. Nach eigener Auskunft war er Richter am NSDAP-Gaugericht in München und SS-Obersturmführer, war verheiratet und hatte ein früh verstorbenes Kind.
Nach Kriegsende befand er sich in alliierter Untersuchungshaft. Staudte sagte als Zeuge der Verteidigung im Nürnberger Prozess Rasse- und Siedlungshauptamt der SS aus.
Später arbeitete er bis zu seiner Pensionierung mit 65 Jahren als Ministerialrat im Bundesministerium der Finanzen in Bonn. Zugunsten der beruflichen Karriere beendete er seine Aktivitäten im Turnierschach. 1979 starb er nach langer Krankheit.

## Turnierschach
Staudte begann zunächst mit dem Turnierschach. 1925 wurde er Mitglied im Aachener Schachverein 1856. 1935 wurde er geteilter Zweiter bei der Meisterschaft des Niederrheinischen Schachverbandes. 1941 siegte er in Starnberg im Rahmen des Bayerischen Schachkongresses in einem von drei parallel durchgeführten Meisterschaftsturnieren, wodurch ihm der Aufstieg ins Meisterturnier gelang. 1950 belegte er bei der deutschen Meisterschaft in Bad Pyrmont zusammen mit Bogoljubow den geteilten 2. Platz hinter Unzicker. Im gleichen Jahr wurde er mit der deutschen Nationalmannschaft bei der Schacholympiade 1950 in Dubrovnik Dritter, mit seinem Ergebnis von 7,5 Punkten aus 12 Partien erreichte er außerdem das drittbeste Ergebnis der Reservespieler.
Seine beste historische Elo-Zahl betrug 2620. Diese erreichte er im Juni 1950.

## Funktionär
Staudte war von 1955 bis 1961 Schriftführer beim Deutschen Schachbund.

## Schachkomposition
Staudte befasste sich intensiv mit Endspielstudien. Er komponierte selbst Studien, die in Zeitschriften und FIDE-Alben veröffentlicht wurden.
|   | a | b | c | d | e | f | g | h |   |
| 8 |   |   |   |   |   |   |   |   | 8 |
| 7 |   |   |   |   |   |   |   |   | 7 |
| 6 |   |   |   |   |   |   |   |   | 6 |
| 5 |   |   |   |   |   |   |   |   | 5 |
| 4 |   |   |   |   |   |   |   |   | 4 |
| 3 |   |   |   |   |   |   |   |   | 3 |
| 2 |   |   |   |   |   |   |   |   | 2 |
| 1 |   |   |   |   |   |   |   |   | 1 |
|   | a | b | c | d | e | f | g | h |   |

| Lösung:                                                            | |
| 1. g6!! (Ein effektvolles Bauernopfer, das Schwarz annehmen muss.) | |
| Varianten:                                                         | |
|                                                                    | 1. … fxg6 2. Ld4!! (2. Sd4+ macht nur remis.) 2. … c2 3. Lh8! (Hinlenkung) Ke6 (3. … c1D?? 4. Sd4#) 4. Sd4+ Kd5 5. Sxb3 a4 6. Sc1 mit Gewinn. |
|                                                                    | 1. … Kxg6! 2. Se5+ Kf5 3. Sd3 a4 (droht Durchbruch mit 4. … a3) 4. Ld4 c2 5. Sc1! Ke6 6. Kg4 Kd5 7. Lf6! Kc4 8. Kxf4 a3! 9. Ke3 a2 10. Sxa2 bxa2 11. b3+! Kxb3 12. Kd2 a1D! 13. Lxa1 Ka2 14. Kxc2 Kxa1 15. Kb3 Kb1 16. f4!! (16. Kxb4? Kc2 17. Kc5 Kd3! 18. Kd5 Ke2 usw. mit Remis.) 16. … Kc1 17. Kxb4 Kd2 18. Kc5 Kd3 (oder 18. … Ke2 19. Kd6 usw.) 19. Kd5 Ke2 20. Kd6 (nicht 20. Ke5?) 20. … Kxf2 (oder 20. … Kf3 21. f5 mit Gewinn) 21. Ke7 und Weiß gewinnt. |

Von Staudte selbst wurde diese Studie als „einfaches, doch lehrreiches“ Beispiel mit praktischem Bezug zur Schachpartie und positionellem Spiel bezeichnet.
Jahrzehntelang redigierte er die Studienrubrik der Zeitschrift Schach-Echo und war hier auch als Preisrichter gefragt. Über Jahrzehnte war er in dem Aachener Anzeiger (später Aachener Nachrichten) für den wöchentlichen Problemteil verantwortlich.
1962 wurde er zum Internationalen Preisrichter für Schachkomposition ernannt.
Neben seinem kompositorischen Schaffen auf dem Gebiet der Studie beschäftigte sich Hans-Hilmar Staudte auch mit Märchenschach und veröffentlichte zahlreiche Hilfsmatt- und Selbstmatt-Aufgaben. Nachfolgend zwei Hilfsmatt-Aufgaben (Schwarz ist Anziehender) als Beispiele:
|   | a | b | c | d | e | f | g | h |   |
| 8 |   |   |   |   |   |   |   |   | 8 |
| 7 |   |   |   |   |   |   |   |   | 7 |
| 6 |   |   |   |   |   |   |   |   | 6 |
| 5 |   |   |   |   |   |   |   |   | 5 |
| 4 |   |   |   |   |   |   |   |   | 4 |
| 3 |   |   |   |   |   |   |   |   | 3 |
| 2 |   |   |   |   |   |   |   |   | 2 |
| 1 |   |   |   |   |   |   |   |   | 1 |
|   | a | b | c | d | e | f | g | h |   |

| Lösung:                                           |
| 1. Ld5 0–0–0 2. Ke4+ Kb1 3. Ta1+ Kxa1 4. Tf4 Te1# |

Hilfsmatt in 4 Zügen
Diese im FIDE-Album aufgenommene Komposition zeigt einen Platzwechsel von weißem König und Turm und eine weiße große Rochade.
|   | a | b | c | d | e | f | g | h |   |
| 8 |   |   |   |   |   |   |   |   | 8 |
| 7 |   |   |   |   |   |   |   |   | 7 |
| 6 |   |   |   |   |   |   |   |   | 6 |
| 5 |   |   |   |   |   |   |   |   | 5 |
| 4 |   |   |   |   |   |   |   |   | 4 |
| 3 |   |   |   |   |   |   |   |   | 3 |
| 2 |   |   |   |   |   |   |   |   | 2 |
| 1 |   |   |   |   |   |   |   |   | 1 |
|   | a | b | c | d | e | f | g | h |   |

| Satzspiel:               |
| 1. … b8S 2. Sc7 Sxd7#    |
| Lösungen:                |
| 1. Txa6 b8L 2. Ta7 Lxa7# |
| 1. Txa8 b8T+ 2. Ka7 Tb7# |
| 1. Sc5 b8D+ 2. Sb7 Dc7#  |

Die Darstellung einer Häufungsaufgabe der Allumwandlung in Form eines Dreispänners, wobei die vier Möglichkeiten einer Bauernumwandlung auf Satz- und Lösungsspiel verteilt wurden.

## Veröffentlichungen
- Aus der Welt der Schachstudie, Loeffler, Bad Nauheim 1961
- mit Kurt Richter: Richtig und falsch. Praktische Endspielkunde, Walter de Gruyter, Berlin 1962, (2. Aufl. 1978, ISBN 3-11-007428-1)
- mit Milu Milescu: Das 1×1 des Endspiels. Ein Lehr- und Lesebuch der Endspielkunst, Walter de Gruyter, Berlin 1965 (2. Aufl. 1981, ISBN 3-11-007431-1)